# الإسلام في قبرص
الإسلام في قبرص هو ثاني أكبر ديانة في الجزيرة بعد المسيحية، وهو أيضًا الديانة السائدة لطائفة القبارصة الأتراك التي تعيش في شمال قبرص. قبل الغزو التركي لقبرص عام 1974، كانت الطائفة القبرصية التركية تشكل 18% من سكان الجزيرة وتعيش في جميع أنحاء الجزيرة. أما اليوم فيتمركز معظم المسلمين الذين يقدر عددهم بـ 264.172 مسلمًا في شمال الجزيرة.
ومع ذلك، فإن المجتمع القبرصي التركي علماني بشكل ملحوظ، على الأقل من الناحية الرسمية؛ معظم أتباع الإسلام في هذا المجتمع ينتمون إلى المذهب السني، مع وجود تيار مؤثر من الصوفية يقوم على تراثهم الروحي وتطورهم. الجدير بالذكر أن محمد ناظم الحقاني زعيم الطريقة الصوفية النقشبندية-حقانية، ينحدر من لارنكا ويقيم في ليفكا. هناك وجود لفرع آخر بين المسلمين القبارصة الأتراك هو العلويون. هناك أيضًا عدد قليل من القبارصة الأتراك من المسلمين الأحمديين.

## التاريخ
دخل الإسلام إلى الجزيرة في عهد الخلفية عثمان بن عفان في سنة 28 هـ أرسلت الحملات الإسلامية البحرية إليها من شواطيء مصر والشام واشترك فيها عددا من الصحابة، وكانت هذه أولي الفتوحات الإسلامية البحرية وفي سنة 32 هـ أرسل معاوية حملة ثانية بعد أن تمرد أهلها فأعاد فتحها. وفي 109 هـ أغار الأسطول الإسلامي علي جزيرة قبرص مرة أخرى. وذلك على أثر هجمات الروم علي البلاد الإسلامية، واستمر الصراع بين المسلمين والروم طيلة العصر الأموي.

### العصر العباسي
في العصر العباسي شهدت جزيرة قبرص فتحا إسلامياً في عهد هارون الرشيد، بعد أن نشطت مهاجمة الروم للسفن الإسلامية، ففتح المسلمون قبرص في سنتي 174 هـ - 190 هـ وهكذا ظلت قبرص محل نزاع بين الروم والمسلمين في العصر العباسي.

### أثناء الحروب الصلبية
وفي أثناء الحملة الصلبية قاد ريتشاد قلب الأسد ملك إنجلترا قبرص في 587 هـ، وبعد فشل الحروب الصلبية هاجر العديد من الصليبين قبرص وبقي بها المارون حتي الآن، وأصبحت قبرص مركزاً لأعمال القرصنة ضد البلاد البلاد الإسلامية، فهاجم القبارصة مدينة الإسكندرية في سنة 767 هـ، مما اضطر المماليك إلى إرسال العديد من الحملات إلى قبرص، ونجحت إحداها في أسر ملك قبرص جيمس لوزنيان وحملته إلى القاهرة.

### عهد العثمانيين
فتح الأتراك العثمانيون قبرص 979 هـ، وقام الأتراك بالعديد من الأعمال التي أكدت حرية العقدية للقبارصة، وأعادوا للكنيسة الأرثوذكسية نفوذها بعد أن سلبها البيزنطيون هذا النفوذ لمدة ثلاثة قرون، وظلت تركيا تحكم جزيرة قبرص حتى سنة 1296 هـ، عندها فرض البريطانيون على الدولة العثمانية معاهدة عرفت باسم التحالف الدفاعي، وأكره فيها السلطان العثماني على قبول الاحتلال البريطاني للجزيرة.

### الاحتلال البريطاني
وفي ظل الحكم البريطاني لقبرص زادت هجرة اليونانيين إلى الجزيرة، وبالمقابل هاجر الأتراك منها، لا سيما في فترةالحرب العالمية الأولى تنازلت بريطانيا عن تبعية قبرص لها في معاهدة لوزان، وتعاقبت الاصطدامات بعد ذلك بين الطائفتين التركية واليونانية، وبعد انتهاء الحرب العالمية الثانية طالب القبارصة الاتراك باستقلال الجزيرة.
وبرز في هذه الأثناء الاسقف مكاريوس وطالب بوحدة الجزيرة، وحاولت اليونان التدخل لضم الجزيرة إليها، وعرضت القضية على هيئة الأمم المتحدة عدة مرات، ولم تصل إلى نتيجة مرضية، وظهرت المنظمات السرية مثل منظمة (أيوكا)، وانتشرت أعمال العنف، وعرضت قضية قبرص مرة أخرى على هيئة الأمم المتحدة في سنة 1367 هـ ولم تصل إلى حل، وأمام تفاقم حركات العنف ضد المسلمين الأتراك، اقترحت تركيا تقسيم الجزيرة بينما أصرت اليونان على الاستفتاء، ونتائجه مضمونة بسبب الأغلبية اليونانية، وأمام هذه الأحداث عقد مؤتمر زيوريخ بين رئيس وزراء اليونان، وتوصل إلى عقد اتفاق، وينص على أن تكون قبرص جمهورية مستقلة رئيسها من العرقية اليونانية ونائبه من العرقية التركية، ويضم مجلس الوزراء سبعة من اليونانيين وثلاثة من الأتراك، كما أن المجلس النيابي يضم 70 % من اليونانيين و30% من الأتراك.
ولم يستمر هذا الاتفاق طويلا، فتجددت أعمال العنف ضد المسلمين، واضطرت هيئة الأمم المتحدة إلى إرسال قوات حفظ السلام بالجزيرة حتى الآن، ورغم هذا عادت أحداث العنف مرة أخرى، وفي الستينات من القرن العشرين، قام القبارصة اليونان بمذابح ضد المسلمين فأحرقوا 133 قرية.

## الجمهورية القبرصية التركية غير المعترف بها
أعلن برلمان قبرص التركي استقلال الجمهورية التركية لشمال قبرص في 1983 ولا يعترف أحد بها غير تركيا. أصدر مجلس الأمن التابع للأمم المتحدة قرارين (541 و550) أعلنا أن إعلان إعلان السيادة القبرصية التركية غير صالح من الناحية القانونية وطالبا بعدم اعتراف أي دولة أخرى ذات سيادة بالإعلان وطلب سحبه.

## معرض صور

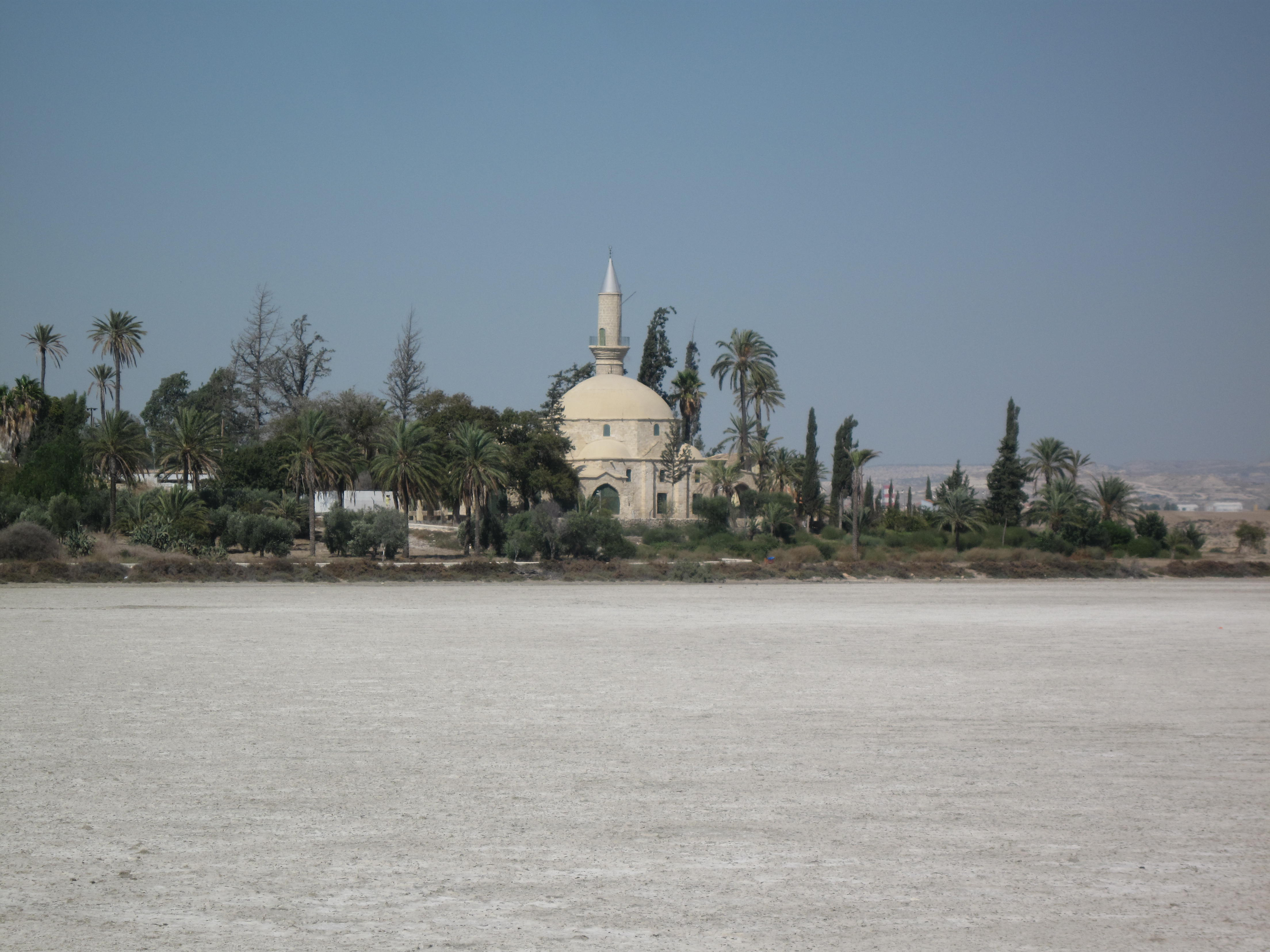
مسجد أم حرام بلارنكا (في الجنوب)
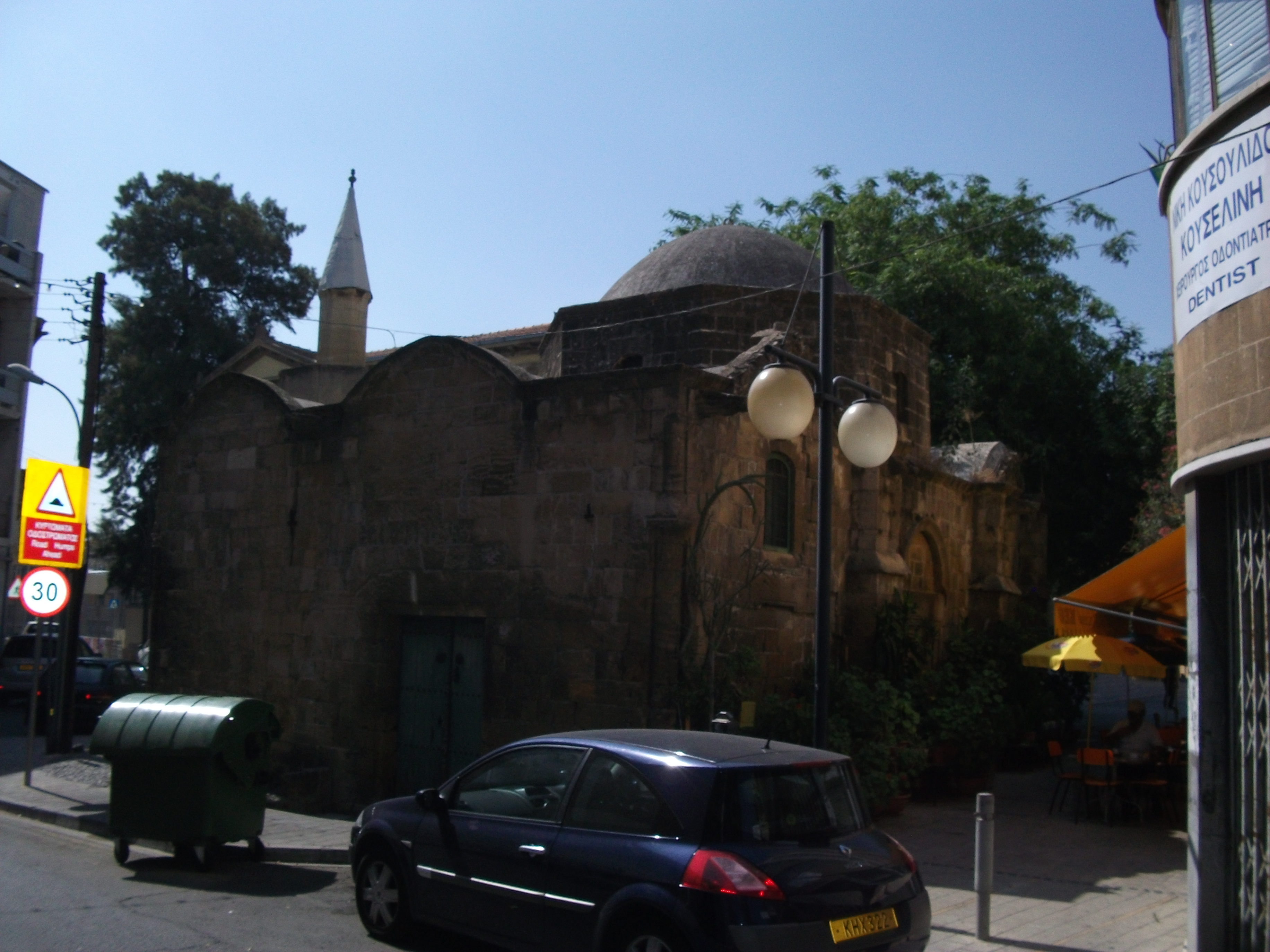
مسجد العرب مغلق
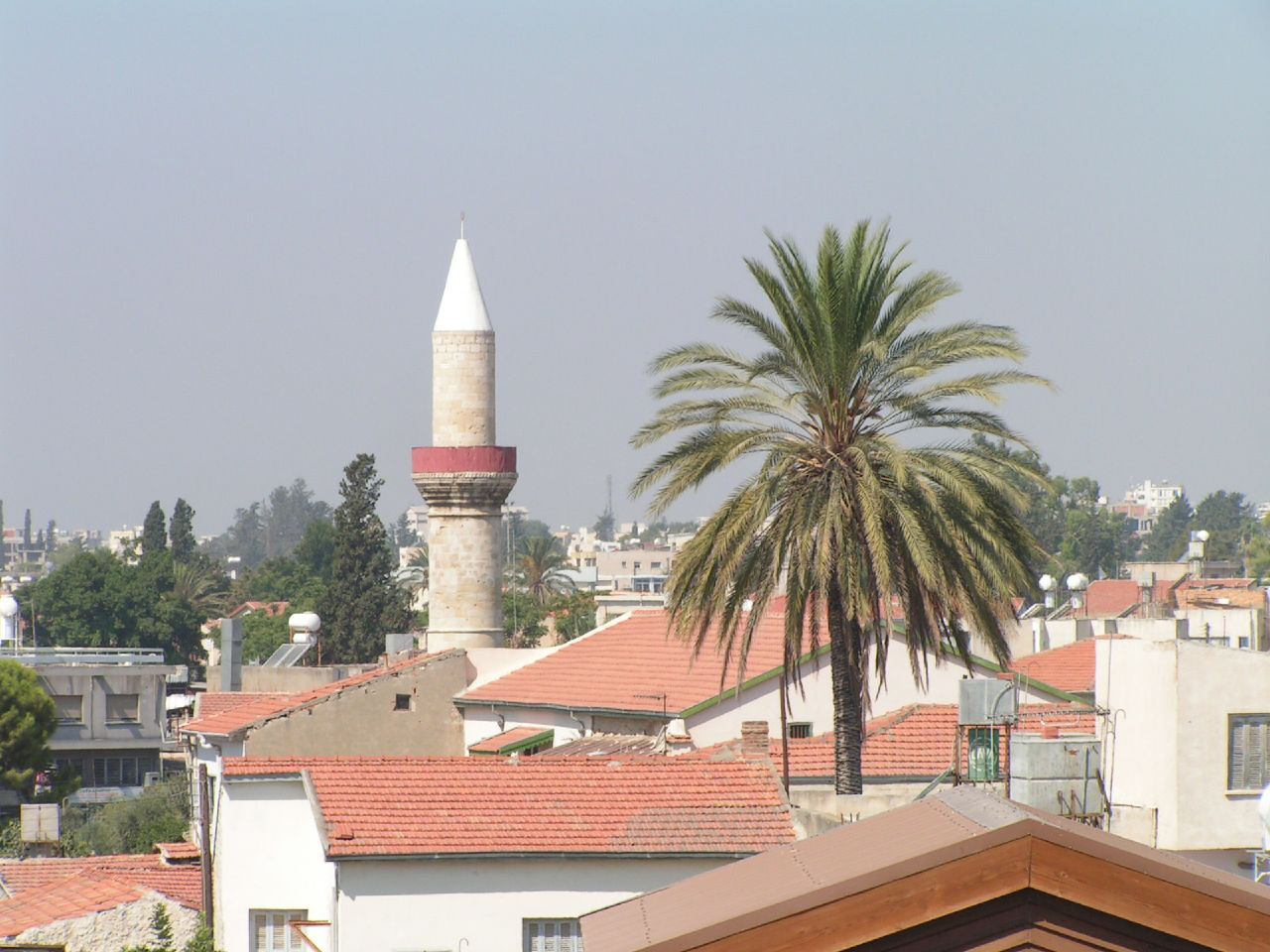
مسجد بليماسول (في الجنوب)
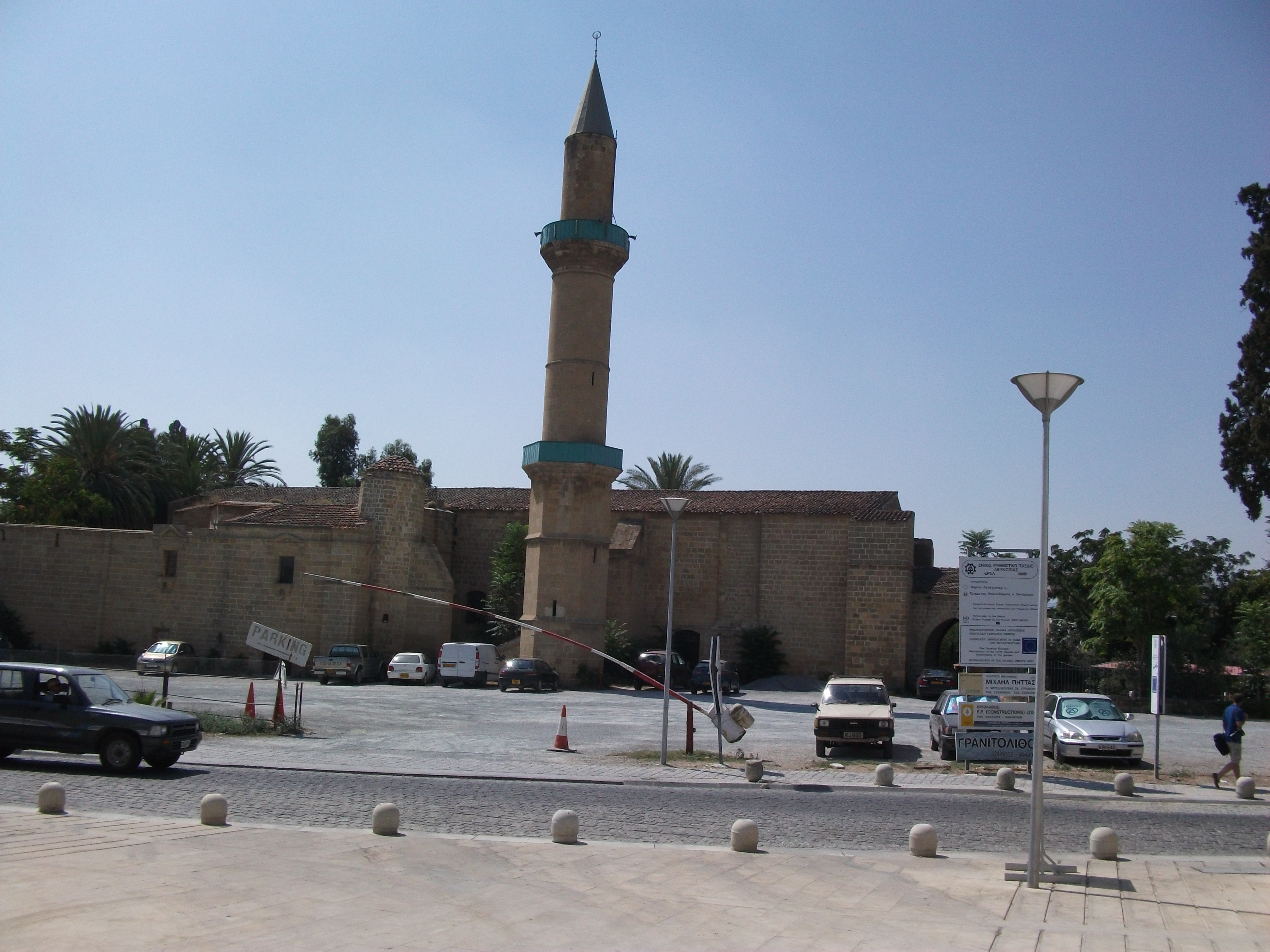
مسجد العمرية بنيقوسيا (الشمال)
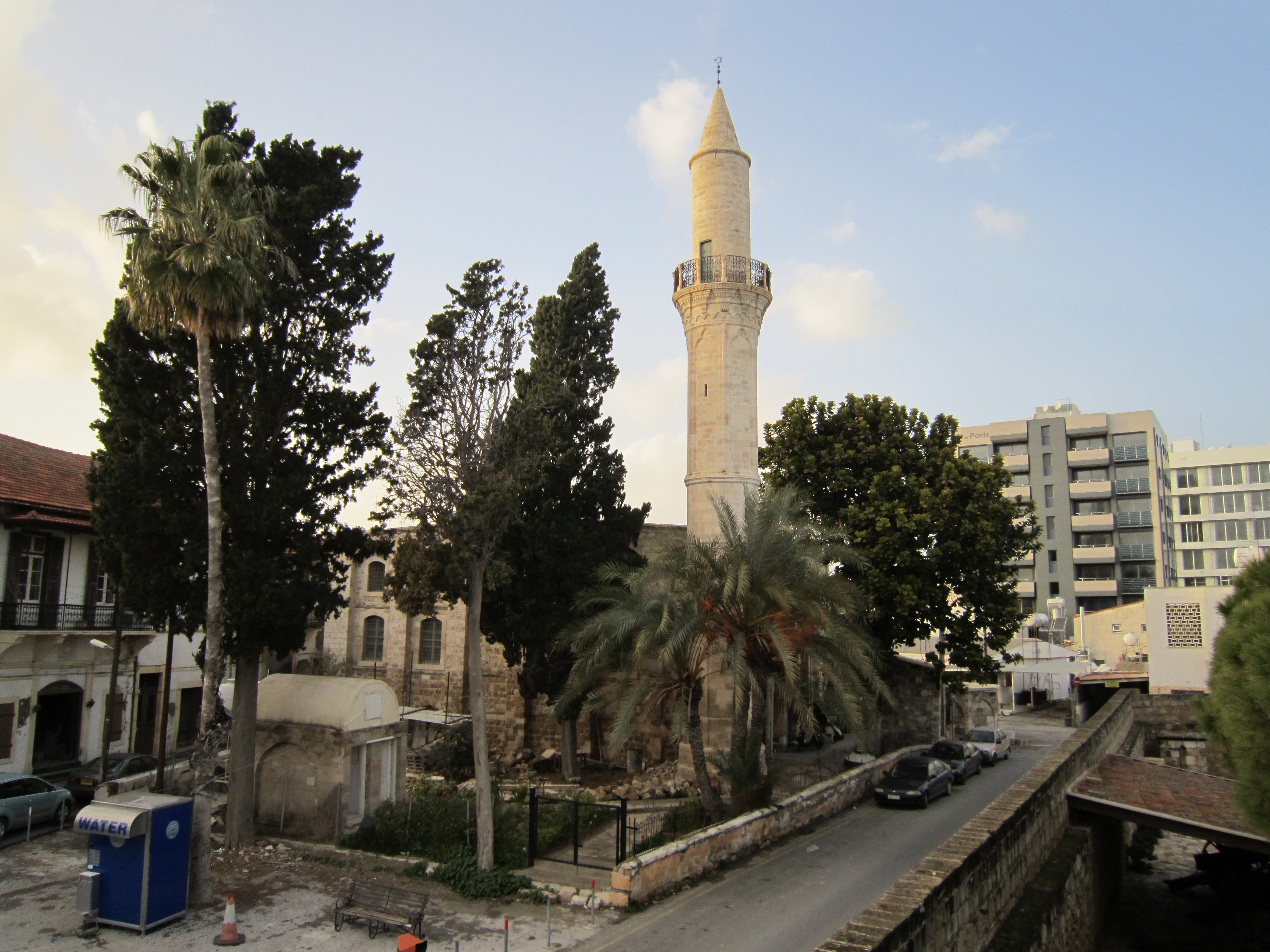
جامع بقلعة لارنكا